# Niet-verbale leerstoornis
Een niet-verbale leerstoornis/non-verbale leerstoornis (NVLD; Engels: non-verbal learning disorder, NLD) is een neuropsychologische/psychiatrische (en vermoedelijk pervasieve) aandoening; de kenmerken van de leerstoornis doen zich voornamelijk voor op het gebied van de non-verbale communicatie. Het specifieke profiel van vaardigheden en tekorten vastgesteld door middel van neuropsychologisch onderzoek. In het voortraject van het onderzoek is het van belang inzicht te hebben in de didactische ontwikkeling, naast een beeld van de structuur van de intelligentie en persoonlijkheidsontwikkeling. De leerstoornis is niet opgenomen in de DSM-5, handboek voor psychiaters. Daarom is voor veel psychiaters de diagnose NLD niet zinvol. In sommige gevallen wordt in plaats van de diagnose NLD een andere diagnose gesteld, bijvoorbeeld een specifieke leerstoornis, een combinatie van leerstoornissen of in geval van zwaardere sociale problemen een autismespectrumstoornis.
De oorzaak van NLD is soms mogelijk gelegen in beschadiging of disfuncties van de witte stof in de rechterhersenhelft.
NLD werd voor het eerst beschreven in de jaren 70 door de Canadees Byron Rourke.

## Probleemgebieden
Patiënten met NLD/NVLD hebben in het dagelijks leven vaak problemen die zich uiten op de volgende gebieden:

### Oorzaak en gevolg
Mensen met NLD kunnen vaak het verband tussen een oorzaak en gevolg niet overzien, daarom zien zij vaak het gevolg van hun eigen handelen niet. Dit kan leiden tot onbegrip van de omgeving of gevaarlijke situaties.

### Non-verbale communicatie
Mensen met NLD begrijpen niet-verbale informatie, als ze die al oppakken, vaak verkeerd. Op andere momenten begrijpen zij die goed, maar weten zij niet juist te reageren, waardoor contacten leggen en onderhouden bemoeilijkt wordt.
Oogcontact maken is voor sommige mensen met NLD erg moeilijk. Ze voelen zich niet op hun gemak, of ze vergeten het gewoon. Vaak lijkt de patiënt door de gesprekspartner heen te staren.
Ook aangeraakt worden kan voor sommigen problemen geven. Emoties van anderen herkennen en die van zichzelf uiten levert vaak vele problemen op. Doordat ze hun eigen emoties niet goed kunnen uiten kan het zijn dat er fikse verwarring voorkomt tussen patiënt en omgeving.

### Verbale communicatie
Mensen met NLD hebben vaak de neiging om in "cocktailspeech" te vervallen, dat wil zeggen: heel veel en heel snel praten. Dit doen zij vooral wanneer ze geen overzicht meer hebben, ze proberen dan grip te krijgen door te praten. Ook praten zij vaak monotoon en merken ze ook bij anderen nuances niet op in het taalgebruik. Mensen met NLD zijn sterk in verbale communicatie, zij moeten het dan ook vooral hebben van verbale informatie. Als er te veel prikkels binnenkomen (zoals visuele) kan dat leiden tot verwarring. De boodschap komt dan niet goed door, en hierdoor ontstaan er vaak misverstanden. Sommige mensen met NLD nemen nauwelijks visuele informatie waar en lijken vaak als het ware "al ziende blind". 
Omdat mensen met NLD verbaal zo sterk kunnen zijn, kan het lijken alsof ze ook zo sterk zijn van begrip. Vaak heeft de patiënt echter slechts een (zeer) beperkt begrip van het gespreksonderwerp.

### Rekenen en ruimtelijk inzicht
Rekenen en wiskunde kunnen erg lastig zijn voor mensen met NLD, en vaak hebben zij problemen met ruimtelijk inzicht. Voorbeelden waar moeilijkheden kunnen optreden zijn:
- het herkennen van gezichten (en soms het koppelen van een naam aan een gezicht)
- het houden van een goed overzicht in een drukke omgeving
- de weg vinden (zelfs in een voor de patiënt bekende omgeving)
- bij wiskunde: het verwarren van X-as en de Y-as
- topografie: naam en locatie van gebieden onthouden
- kaartlezen, of een route weten te onthouden. Bij mensen met NLD moet men dan ook herhaald de weg wijzen en herkenningspunten geven
- het inschatten van de snelheid van een auto, bij bijvoorbeeld het oversteken of inhalen
- het bepalen of inschatten van de inhoud van een object
- het bepalen of inschatten van de oppervlakte van een vlak
- het bepalen of inschatten van een afstand
- het bepalen of inschatten van een snelheid

Een tekening maken van de situatie kan een goede manier zijn om hulp te bieden en het overzicht te behouden.

### Motoriek
Motorisch gezien zijn mensen met NLD zwak. Dit kan zich uiten in: laat lopen, soms houterig lopen of rennen. Ze hebben soms ook moeite om hun evenwicht te houden en niet tegen dingen aan te lopen (doordat ze bijvoorbeeld een afstand verkeerd inschatten). Ook de fijne motoriek ontwikkelt zich afwijkend. Voorbeelden hiervan zijn: vooral in het begin moeite hebben met schrijven, een hekel hebben aan tekenen en veters niet kunnen strikken. NLD'ers komen bij andere mensen dan ook vaak over als 'onhandig' en/of 'houterig'.

### Faalangst
Mensen met NLD zijn, meer dan anderen, faalangstig. Ze kunnen vaak hun situatie niet overzien, hebben het idee dat ze te veel tegelijk moeten doen, en weten dan niet meer waar te beginnen. Daardoor kunnen ze stagneren, en doen vervolgens niets meer. Soms ook proberen ze alles tegelijk te doen en maken niets af. Dit leidt soms tot frustratie of zelfs tot agressief gedrag. Dit wordt ook bevorderd doordat ze overzicht missen; ze ervaren de wereld om zich heen als een chaos, de handelingen die ze moeten verrichten ook en zo ontstaat heel snel een verlammend gevoel van onmacht.
Onhandigheid bij het uitvoeren van taken roept veel kritiek op van leraren, medestudenten en op de werkvloer. Zo wordt faalangst versterkt.

## Behandeling
NLD/NVLD is niet te genezen en medicatie doet meestal weinig.
Soms worden antidepressiva voorgeschreven, maar een effect daarvan is niet wetenschappelijk bewezen.
Veel personen met NLD kampen ook met een chronische vermoeidheid door de constante chaos die ze rondom zich ervaren. Medicatie zoals Ritalin of Concerta kan sommigen helpen om meer grip te krijgen op de wereld. Indien die medicatie aanslaat, heeft dit ook een positieve psychologische weerslag op de NLD'er. De persoon in kwestie ervaart dat er wel mogelijkheden zijn en de vicieuze cirkel van faalangst wordt doorbroken. Het zogenaamde fladderen van de handen is een teken dat er te veel hersenactiviteit is, met name in de hippocampus, wat vervolgens weer slaapproblemen met zich meebrengt. Het fladderen van de handen is echter niet specifiek voor de aandoening.

## Benadering
NLD is niet te genezen. Veel hangt af van de wijze waarop de patiënt wordt benaderd. Hierbij kan worden gedacht aan:
1. Het geven van verbale (en dus uitsluitend verbale) instructies bij alles wat aangeleerd moet worden.
2. Het zo veel mogelijk zoeken van positieve interactie.
3. Het hebben van aandacht voor wat de persoon doet in plaats van voor uitsluitend wat hij/zij zegt, met name om te voorkomen dat de patiënt overschat en overvraagd wordt
4. Het bieden van structuur in dagelijkse dingen
5. Het voorbereiden op nieuwe dingen en situaties
6. Het creëren van een rustige omgeving
7. Herhaald zeggen wat wel of niet mag. Het kost relatief veel tijd voordat het kind zich aan regels houdt. Realiseer je tegelijk dat een kind met NLD zich niet met opzet niet aan de regels houdt; het wordt overspoeld door een onduidelijke wirwar van (ook praktische!) informatie. Steeds boos worden versterkt het gevoel van falen. Aanmoedigen en het kind op zijn gemak stellen moet gecombineerd worden met steeds weer in stapjes duidelijk aangeven wat je verwacht - het kind overziet en begrijpt dit vaak niet.
8. Voorkomen van symbolisch taalgebruik, zoals geef mij je hand. NLD'ers kunnen dit letterlijk opvatten.
9. Aanbieden van erg gestructureerde cursussen met genoeg plaats tussen elk stuk en duidelijke nummering, titels en ondertitels.
10. Oppassen voor het gebruik van sarcasme. Patiënten nemen dit vaak serieus.
11. Een tekening bieden van de situatie of de patiënt aanleren een dergelijke tekening zelf te maken.

## Dagelijks leven
Het dagelijks leven kan voor veel mensen met NLD milde tot zware problemen opleveren. De trein nemen, de juiste bus nemen, zichzelf redden in een nieuwe omgeving, een nieuwe taak aanleren; het zijn allemaal erg stressgevende ervaringen voor een NLD'er. Sommigen leren zelf goed omgaan met hun beperkingen, anderen hebben hulp hierbij nodig: bijvoorbeeld door het aanleren van nieuwe technieken.
Kinderen en volwassenen met NLD kunnen voor de omgeving erg storend zijn, zonder dat de omgeving in de gaten heeft wat er precies aan de hand is. Uitleg geven aan de patiënt en de omgeving kan de samenwerking bevorderen en bijdragen aan begrip.

### Kenmerken
Kinderen met NLD leren veelal vanzelf te leren en werken met hun aandoening, hoewel sommigen van hen daar begeleiding bij behoeven. Omdat zij sommige dingen niet zo snel opnemen als leeftijdsgenootjes kan het ontwikkelen van faalangst een probleem zijn. Problemen in het dagelijks leven van de NLD'er worden vaak duidelijker en meer uitgesproken met het ouder worden.
Voorbeelden van uitingen en kenmerken van NLD:
- Verdwalen, zelfs in een bekende omgeving[3]
- Rigide gedragspatronen: moeite met afwijken van eerder geleerd gedrag of routines[3]
- Dingen kwijtraken, zelfs als men deze een vaste plaats heeft gegeven
- Bazig gedrag, egocentrisch, eigen mening doordrukken, controle over anderen willen hebben, anderen onder druk zetten
- Beperkt probleemoplossend vermogen[3][4]
- Beperkte organisatorische vermogens: het maken en naleven van een tijdsplanning gaat meestal niet goed[3][5], deadlines worden gemist of taken worden in een onhandige volgorde gepland: bijv. niet in kunnen zien dat het onhandig is om de slingers op te hangen tijdens of na afloop van een feestje
- Problemen bij het oversteken van een straat (het inschatten van de afstand/snelheid bij een naderende auto)[3]
- Problemen bij het maken van schattingen, bijvoorbeeld dat een persoon 5 meter lang is, een personenauto 50kg weegt, een zwembad 20 liter water bevat of dat een enkele zin duizenden woorden lang is
- Gestoord tijdsbesef
- Problemen met motoriek,[6] het strikken van schoenveters en het gebruik van mes en vork bij het eten
- Problemen met het handhaven van routines, zoals aankleden, persoonlijke hygiëne[5]
- Passief, opstandig en (verbaal) agressief gedrag, provoceren[3]
- Slechte sociale interactie, bijvoorbeeld door het verstoren van gesprekken, anderen in de rede vallen, het houden van langdurige monologen en het storen van mensen die bezig zijn
- Beperkte zelfredzaamheid, hulp nodig hebben bij taken die als vanzelfsprekend worden beschouwd
- Laag werktempo, werk is bijvoorbeeld niet op tijd af of van lage kwaliteit[5]
- Moeite met het visualiseren van (ruimtelijke) objecten: een tekening maken kan nodig zijn[4]
- Moeite met het behoud of aanmaken van structuur[3]
- Snel vermoeid[7]
- Beperkt concentratievermogen, snel afgeleid
- Beperkt inlevingsvermogen, beperkt vermogen tot zelfreflectie,[5] bijvoorbeeld niet kunnen begrijpen waarom een ander boos wordt als gevolg van het eigen gedrag
- Beperkte sociale vaardigheden, problemen bij het inschatten van sociale situaties[3], sfeer niet kunnen bepalen met afwijkend gedrag tot gevolg
- Opvallend goed geheugen voor auditieve zaken, zoals spraak en teksten uit liedjes
- Moeite met uitdrukken van emoties, emoties kunnen van het ene uiterste overgaan in het ander
- Moeite met het overzien van een geheel, moeite met het onderscheiden van hoofd- en bijzaak, vaak krijgen details aandacht maar wordt het geheel gemist[3]
- Spelfouten zijn vaak gebaseerd op klanken, bijv. "moeiluk" in plaats van "moeilijk"[8]
- Rekenen wordt meestal niet toegepast, maar antwoorden worden letterlijk uit het hoofd geleerd
- Moeite met logisch redeneren, het verband tussen oorzaak en gevolg wordt gemist, moeite met het overzien van gevolgen van het eigen gedrag[4]
- Moeite met klokkijken, tijd niet in kunnen schatten en vaak te laat komen[5]
- Afwijkende lichaamstaal, houterige bewegingen,[6] verminderde spierspanning rondom de mond, verminderde controle over de motoriek (vaak meer uitgesproken in de linker lichaamshelft)
- Beperkte neiging tot het maken van oogcontact[5] of onnatuurlijk oogcontact: door of langs de gesprekspartner heen staren
- Geen oog voor de eigen veiligheid en de veiligheid van anderen[5]
- Veel 'gekke' ongelukjes: drinken wordt bijvoorbeeld naast het glas geschonken, niet in het glas,[3] onbedoeld dingen kapot maken of beschadigen; gedrag dat gevaarlijk kan zijn voor zichzelf en/of anderen
- Problemen bij het naleven van (ongeschreven) regels,[6] bijvoorbeeld blijven praten wanneer het gepast is stil te blijven, geen overleg plegen of geen toestemming vragen wanneer dat wenselijk is, sociaal onwenselijk of onhandig gedrag
- Moeite met rangschikken en het maken van lijstjes[3]
- Moeite met het herkennen van gezichten en het koppelen van een naam aan een gezicht[9][6]
- Impulsief en onvoorspelbaar gedrag, impulsiviteit en onhandigheid worden versterkt door angst of stress
- Veel praten zonder het gespreksonderwerp werkelijk te begrijpen, graag kletsen zonder diepgang,[5] gebruik van "dure" woorden zonder de betekenis van dergelijke woorden te begrijpen[8], door blijven praten wanneer niemand meer luistert of op momenten waarbij het wenselijk is om stil te zijn
- Vooral sociaal ingesteld: graag kletsen en graag aan het woord zijn, vooral in een poging grip te krijgen op de eigen chaos in het hoofd: bij meer stress nemen het spraakvolume en verbale/motorische onrust toe
- Onvermogen om non-verbale signalen bij anderen te herkennen, zoals gebaren en gezichtsuitdrukkingen, maar ook nuances in spraak, met alle gevolgen van dien[5]
- Moeite met begrijpend lezen, moeite met het overzien van abstracte concepten[5]
- Sterk doorzettingsvermogen, echter vaak met het overschatten van de eigen capaciteiten
- Problemen met de oog-handcoördinatie[3][6]
- Moeite met het accepteren van regels of autoriteit,[4] vasthouden aan de eigen regels en deze ook voor anderen hanteren
- Weinig interesse voor creatieve bezigheden
- Emotionele onvolwassenheid, goedgelovig, koppig, moeite met het verwerken van kritiek

### Comorbiditeit
NLD komt veelal voor in combinatie (en heeft veel overlap) met andere stoornissen:
- ADHD
- Agrafie
- Dyslexie
- Dyscalculie
- NLD kan worden verward met het syndroom van Asperger

### NLD en Asperger
Er bestaan sterke overeenkomsten tussen de symptomen van NLD en het syndroom van Asperger. Een aantal onderzoekers meent dat ze in wezen hetzelfde verschijnsel betreffen, maar dan van verschillende kanten bekeken (gedragskundig en neuropsychologisch). Byron Rourke, een van de belangrijkste onderzoekers van NLD, stelt dat vrijwel alle Aspergers aan de criteria voor NLD voldoen, een onderzoek van de Yale-universiteit komt tot tachtig procent. Ook later onderzoek bevestigde de sterke overeenkomsten in neuropsychologische profielen.
Rourke vond overigens geen NLD-profielen bij autisten (onderzocht werden autisten met een normale intelligentie) en concludeerde dat autisme en NLD geen deel uitmaken van hetzelfde spectrum.

## Kritische opmerking
De kenmerken van niet-verbale leerstoornissen worden in de literatuur vaak toegeschreven aan andere stoornissen zoals de sociaal-emotionele leerstoornis en rechterhemisfeerdeficit (Peter Vermeulen in 'Beter vroeg dan laat en beter laat dan nooit') of de visuo-spatiële leerstoornis (Herbert Roeyers, prof. UGent) of visuo-spatiële dyscalculie. NLD zal niet worden opgenomen in de DSM-5-code, omdat de DSM-5 psychiatrische diagnoses betreft. NLD is een neuro(psycho-)logische term.
Uit het onderzoek van Yale bleek echter ook dat mensen die de diagnose NLD kregen, niet onder de criteria van Asperger vielen (terwijl 80% van mensen met een diagnose Asperger wel aan de criteria van NLD voldeden).